# Minucia marginata
Minucia marginata là một loài bướm đêm trong họ Erebidae.